# Лисовская, Александра Ивановна
Александра Ивановна Лисовская (ум. 1887) — российская журналистка и писательница; деятельная сотрудница критико-библиографического журнала «Библиограф».
С 1884 года она составляла различные отделы библиографической летописи и усердно следила за библиографическими новостями по различным газетам и журналам. 
Кроме того, ещё раньше А. И. Лисовская принимала участие в составлении биографического и библиографического словаря русских музыкальных деятелей, а также и в описании русских периодических изданий XIX века. Последние две работы частью окончены ею, частью же представляют довольно большое собрание профильных материалов. 
Александра Ивановна Лисовская умерла 14 июня 1887 года и была похоронена в Новодевичьем монастыре вместе с майором Михаилом Игнатьевичем Лисовским.
Кроме неё в «Библиографе» работали библиограф и книговед Николай Михайлович Лисовский (редактор) и его жена Эмилия Фёдоровна (издатель), с которыми А. И. Лисовская предположительно находилась в родстве.